# ときめきメモリアル Girl's Side 4th Heart
『ときめきメモリアル Girl's Side 4th Heart』（ときめきメモリアル ガールズサイド フォースハート）は、2021年10月28日にコナミデジタルエンタテインメントからNintendo Switch向けに開発された女性向け恋愛シミュレーションゲーム。

## ゲーム内容
『Girl's Side』シリーズの第4作。前作の舞台、はばたき市、及びはばたき学園。学園の生徒として高校生活3年間を過ごし、卒業式の日に男性キャラクターから告白されるのがプレイヤーの目的である。

## 登場キャラクター
主人公
プレイヤーの分身。名前を自由に入力することができるが、花椿姉妹から「マリィ」、巴征道からは「きみちゃん」という愛称で呼ばれている。風真玲太と颯砂希とは幼なじみ。

### 男性キャラクター
風真 玲太（かざま りょうた）
声：梶裕貴
9月9日生まれ。乙女座。A型。身長178cm→179cm→180cm。体重64kg→65kg。
好きな色はホワイト。
主人公の幼馴染であり、雑貨屋シモンのカリスマ店員。はばたき市の由緒ある家の生まれで、たまに「若様」と呼ばれる。
小学生の頃、親の都合でイギリスに引っ越したが、一人で日本に帰国して9年ぶりに主人公と再会した。3年間の学園生活で、主人公とはずっと同じクラスになる。父親の仕事の影響で、人や物の価値について自分なりの見解を持っている。
颯砂 希（さっさ のぞむ）
声：佐藤拓也
6月23日生まれ。蟹座。B型。身長182cm→183cm。体重77kg→78kg。
好きな色はピンク。
はばたき学園の高校生。主人公や風真玲太とは同じ幼稚園に通っていた幼馴染。ただし、その頃の記憶はほとんどなく、主人公も同様。
陸上十種競技（デカスロン）で完全優勝するという大きな夢を抱く。ロジカルに計画を立てて自分を追い込む。陸上部のエースだが、他の部員との間にひずみが生じている。
本多 行（ほんだ いく）
声：服部想之介
1月18日生まれ。山羊座。O型。身長173cm→175cm。体重57kg。
好きな色はグリーン。
はばたき学園の高校生。作中ではばたき市のクイズ王になる。知識を蓄え、伝えることが大好きな教え上手。テストでは毎回満点に近い点数を取る。勉強ができるだけではなく、頭の回転も速い。シリーズの学力ポジションの男子の中で、初めて眼鏡をかけていない。
明るく多弁で、ぴょこぴょこした動きと多彩な口癖が特徴。左耳にピアスを着けている。
七ツ森 実（ななつもり みのる）
声：阿座上洋平
2月9日生まれ。水瓶座。A型。身長185cm。体重73kg。
好きな色はレッド。
はばたき学園の高校生。高等部からの編入組で、親元を離れて一人暮らしをしている。
トレンドを作ったり発信することが好きな、人気急上昇中の新人ファッションモデル。
伝説の高校生モデル・葉月珪を輩出した事務所に所属している。他にも多彩な顔を持つミステリアスな人物。同級生の花椿姉妹とはモデル仲間。
柊 夜ノ介（ひいらぎ やのすけ）
声：福山潤
12月2日生まれ。射手座。AB型。身長177cm。体重61kg。
好きな色はブルー。
はばたき学園高等部に編入した特待生。劇団はばたきを率いる若き座長。
座長、看板役者、経営者と重責を一身に背負う。物心つく前から子役として各地を転々としてきたため、礼儀正しいものの子供や若者らしい経験に乏しい。
氷室 一紀（ひむろ いのり）
声：田邊幸輔
7月14日生まれ。蟹座。A型。身長170cm→173cm。体重55kg→57kg。
好きな色はブラック。
はばたき学園の高校生。主人公の一学年下の後輩。ある条件を満たすと、高校進学直前の彼と出会う。特別勉強熱心ではないものの、成績は極めて優秀。スポーツも得意で、サーフィンに熱中している。
はばたき学園高等部教頭の氷室零一の甥っ子で、一部の口癖が彼と同じ。しかし、本人は伯父と比べられたり一括りにされたりすることを嫌っている。
御影 小次郎（みかげ こじろう）
声：吉野裕行
5月25日生まれ。双子座。O型。身長187cm。体重78kg。
好きな色はアクアブルー。
はばたき学園高等部の生物教師。主人公と風真玲太のクラス担任を3年間務める。マンションで一人暮らしをしており、主にバイクで通勤している。
明るく気さくで、まるで学生同士のような親しみやすさから、生徒間の人気は高い。生徒からの愛称は「みかげっち」。
陸上部は幽霊顧問に近く、園芸部に本腰を入れており、学校でもプライベートでも植物に囲まれた暮らしを送る。
白羽 大地（しらはね だいち）
声：植木慎英
10月14日生まれ。天秤座。A型。身長175cm。体重62kg。
好きな色はオレンジ。
羽ヶ崎学園の高校生。白羽空也の弟で兄共々長姉の家に居候している。
家族と違って常に関西弁で話す、元気いっぱいのムードメーカー的存在。
白羽 空也（しらはね くうや）
声：三宅貴大
3月1日生まれ。うお座。O型。身長184cm。体重68kg。
隠しキャラの一人。記者活動に勤しむ主人公が街で偶然出会う"謎の美少年"。
白羽大地の兄で、羽ヶ崎学園に通っており、主人公にとっては1学年上の先輩にあたる。
穏やかな性格で、大地のことを優しく見守る。その優しさは周囲にも向けられており、主人公が困っていると、さりげなく手を差し伸べる。
巴 征道（ともえ ゆきみち）
声：代永翼
4月1日生まれ。おひつじ座。B型。身長167cm。
DL版追加キャラクター。家は、はばたき市内で祖父の代から続く柔道場｢巴道場｣。上に兄が二人居り、三男であるが柔道の実力は随一。
幼い頃から男らしくある事を求められて来てひたすら稽古に打ち込んで来た。そんな中とある事に興味を覚え……。
大成 功（おおなり いさお）
声：下野紘
8月28日生まれ。おとめ座。AB型。身長180cm。
DL版追加キャラクター。はばたき学園の卒業生で大迫力の教え子。
母校であるはばたき学園に教育実習生として登場する。高校時代は多少ヤンチャだったらしい。

### 女性キャラクター
花椿 みちる（はなつばき みちる）
声：國府田マリ子
11月22日生まれ。さそり座。O型。身長163cm。
はばたき学園の高校生。花椿ひかるの双子の姉で、花椿吾郎の親戚。
学生生活の傍ら学生モデルも行っている。人間観察が得意で自らの努力による情報収集も怠らない。
花椿 ひかる（はなつばき ひかる）
声：高野麻里佳
11月22日生まれ。さそり座。O型。身長163cm。
はばたき学園の高校生。花椿みちるの双子の妹で、共にモデルとして活躍中。
自己表現に長け妥協を許さない性格。ファッションコーディネートが好きで、校内の恋愛事情にも詳しい。

### その他のキャラクター
氷室 零一（ひむろ れいいち）
声：子安武人
11月6日生まれ。さそり座。A型。身長188cm。70kg。
一作目から登場している。はばたき学園高等部教頭で氷室一紀の伯父。吹奏楽部顧問を務めている。
花椿 吾郎（はなつばき ごろう）
声：速水奨
身長179cm。66kg。
一作目から登場している。はばたき市の総合情報誌『はばたきウォッチャー』の特別アドバイザーを務めており、主人公を新人編集員に任命する。花椿姉妹とは親戚。
通常の攻略対象の中で親しい異性がいない場合、文化祭の出し物を見学しに来る。
同姓の人物が複数登場するためか、メッセージウインドウでは「GORO」名義。
大迫 力（おおさこ ちから）
声：市来光弘
4月3日生まれ。おひつじ座。A型。身長161cm。53kg。
柔道部顧問を担当しており、巴征道、大成功のシナリオに登場するが中等部へ転属になっている。
前作では隠し攻略対象として登場。